# Carlos Franco Iribarnegaray
Carlos Franco Iribarnegaray (30 de agosto de 1912 – 11 de dezembro de 1982) foi um general espanhol que serviu como Ministro da Aeronáutica da Espanha entre 1975 e 1977.